# Sergej Nilus
Sergej Aleksandrovitj Nilus, ryska: Серге́й Алекса́ндрович Ни́лус, född 6 september 1862 i Moskva, Tsarryssland, död 14 januari 1929 i Krutets, Vladimir oblast, var en rysk författare och kristen mystiker. 
Sergej Nilus var först med att publicera Sion vises protokoll i sin helhet, vilket han gjorde 1905 i sin bok Velikoe v malom i antikhrist, kak blizkaja politicheskaja vozmozhnost. Zapiski pravoslavnogo, på svenska Det stora i det lilla och Antikrist som politisk möjlighet inom den närmaste framtiden. En ortodox troendes anteckningar.